# Pozonia nigroventris
Pozonia nigroventris là một loài nhện trong họ Araneidae.
Loài này thuộc chi Pozonia. Pozonia nigroventris được Elizabeth Bangs Bryant miêu tả năm 1936.